# أم دوحه
أم دوحه قرية سعودية، تتبع مركز أم الراكة التابعة لإمارة منطقة مكة المكرمة. تقع في جنوب  مكة المكرمة، وتبعد عنها قرابة 25 كم.